# غودكهلويه (مقاطعة فيروزآباد)
غودكهلويه (بالفارسية: گودکهلویه) هي قرية تقع في قسم برزيتون الريفي في إيران. يقدر عدد سكانها بـ 203 نسمة بحسب إحصاء 2016.